# Улица Рандвере
Улица Ра́ндвере, также Ра́ндвере-те́э и Ра́ндвере те́э — улица в Таллине, столице Эстонии.

## География
Проходит в микрорайонах Пирита и Мяхе городского района Пирита. Начинается от улицы Меривялья, пересекая железную дорогу, выходит за пределы Таллина и носит название Виймси-Рандвере. Делая круг, проходит через деревни Метсакасти, Рандвере, Таммнеэме, Хаабнеэме и Мийдуранна и продолжается в черте города Таллина. Заканчивается у перекрёстка улиц Айанди, Ранна и Хямарику. Самая протяжённая улица, с которой пересекается улица Рандвере, — Пярнамяэ.
Протяжённость улицы Рандвере в границах Таллина — 3533 м.

## История
Улица получила своё название в 1950-х годах. В 1970-х годах вдоль дорог Рандвере и Пярнамяэ началось создание района садоводческих кооперативов (к 1980 году в микрорайоне Мяхе насчитывалось около 1150 дачных участков). После выхода Эстонии из состава СССР на месте небольших дач началось массовое строительство индивидуальных жилых домов.

## Застройка
Улица в основном застроена частными жилыми домами. На своём протяжении имеет множество незастроенных участков соснового леса. Многие расположенные вдоль улицы Рандвере дома имеют регистрационные номера идущих параллельно ей или пересекающихся с ней улиц: Мяхе, Ребазесаба, Примула, Вабарна, Кресси, Лийлиа и др..
На перекрёстке улиц Пярнамяэ и Рандвере находится гостиница «Ecoland SPA Hotel» (Randvere tee 115); здание построено в 1978 году.

## Общественный транспорт
По улице курсируют городские автобусы маршрутов № 1, 6, 8 и 49.

Улица Рандвере
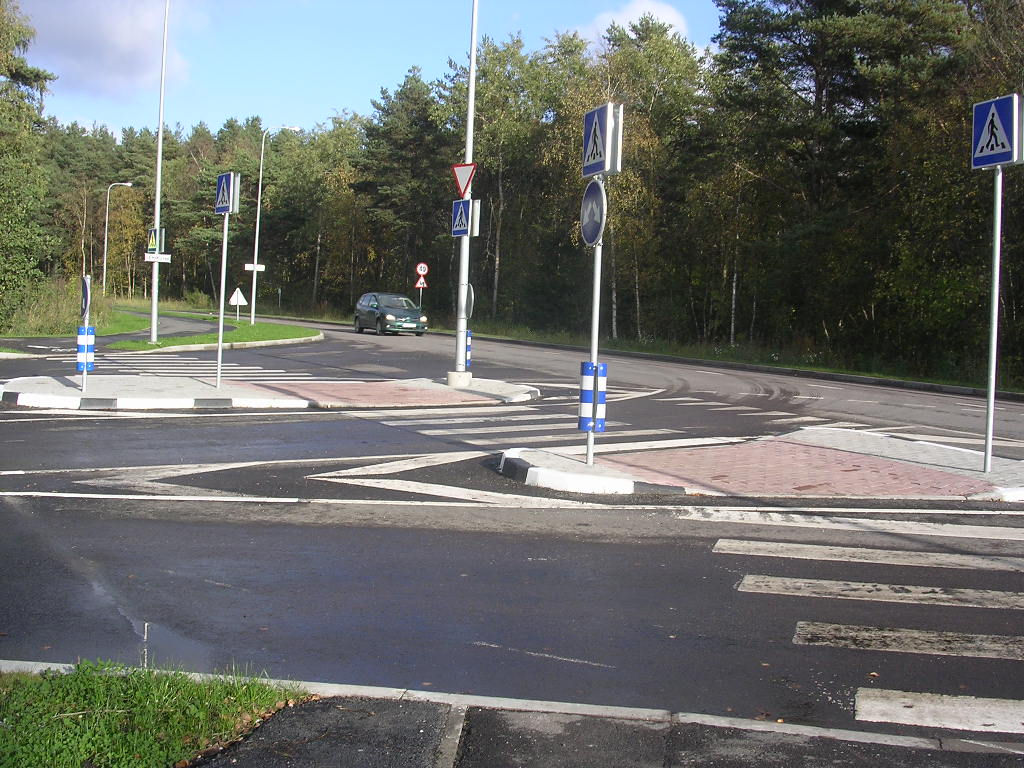
Перекрёсток улиц Рандвере и Лехику
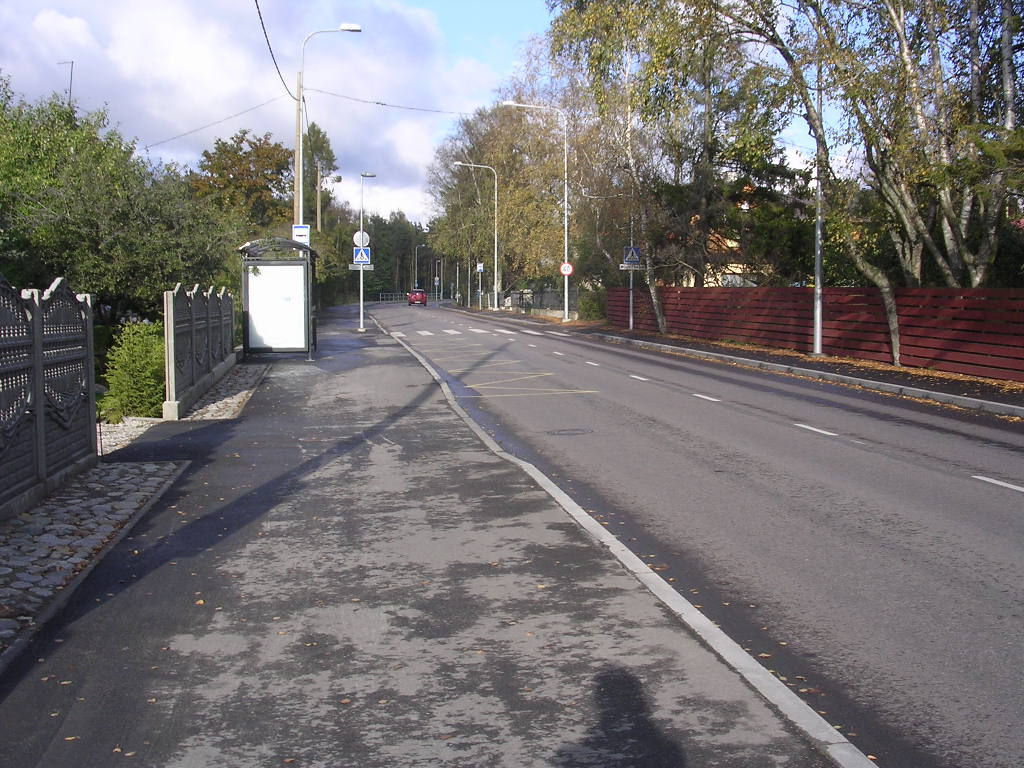
Автобусная остановка «Küüvitsa»
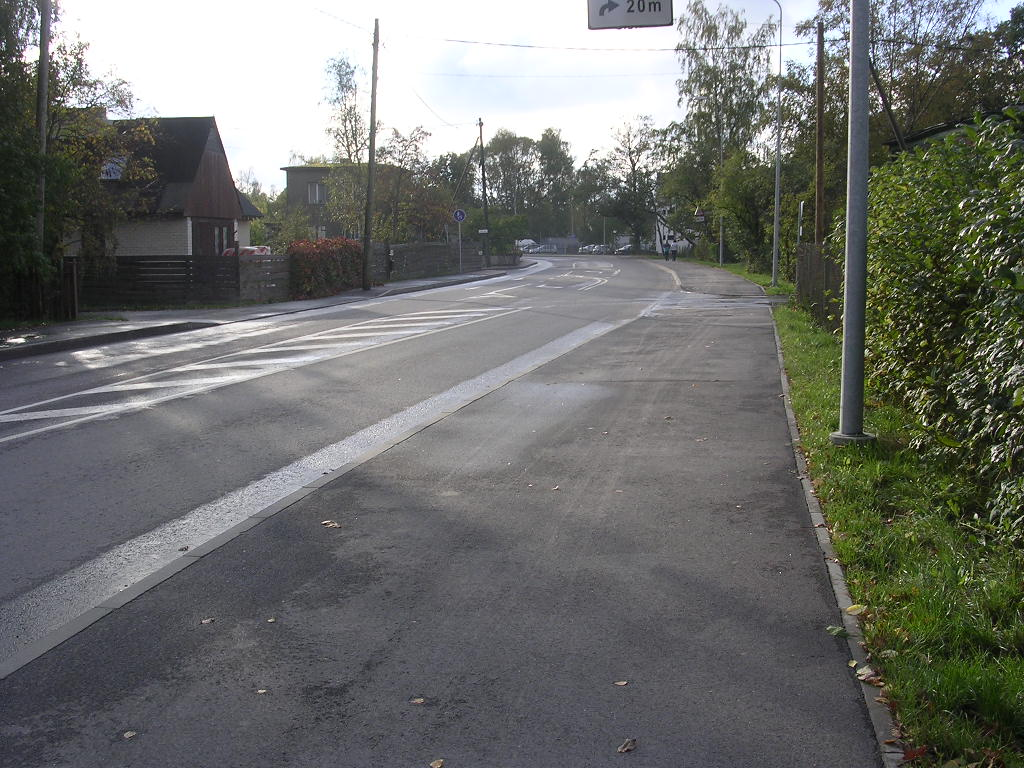
У перекрёстка с улицей Варью
Отель «Ecoland» в 2019 году